# زیون سوزوکی
زیون سوزوکی (انگلیسی: Zion Suzuki؛ زادهٔ ۲۱ اوت ۲۰۰۲) بازیکن فوتبال متولد آمریکا است.که در باشگاه فوتبال پارما ایتالیا در پست دروازه‌بان بازی می‌کند.
وی از پدری غنایی و مادری ژاپنی است. وقتی او کودک بود خانواده او از آمریکا به ژاپن مهاجرت کردند.
از باشگاه‌هایی که در آن بازی کرده‌است می‌توان به باشگاه فوتبال اوراوا رد دیاموندز اشاره کرد.
وی همچنین در تیم‌های ملی فوتبال زیر ۱۷ سال ژاپن و زیر ۲۳ سال ژاپن بازی کرده‌است. وی در حال حاضر تیم ملی فوتبال ژاپن بازی میکند.